# قطعنامه ۲۰ شورای امنیت
قطعنامه  ۲۰ شورای امنیت سازمان ملل متحد که در تاریخ ۱۳ مارس ۱۹۴۷ تصویب شد، سندی بین‌المللی دربارهٔ بررسی گزارش کمسیون انرژی هسته‌ای سازمان ملل متحد است. این قطعنامه طی نشست ۱۱۷ام با ۱۱ موافق، ۰ مخالف و ۰ ممتنع مصوب شد.